# سيلفيا جي
سيلفيا جي (بالإنجليزية: Sylvia Gee)‏ (30 نوفمبر 1977 بجمهورية أيرلندا - ) هي لاعبة كرة قدم أيرلندية في مركز الدفاع. شاركت مع منتخب جمهورية أيرلندا لكرة القدم للسيدات. أما مع النوادي، فقد لعبت مع Kilkenny United W.F.C. ‏ وBenfica W.S.C. ‏ وUCD Women's Soccer Club ‏ وCork City W.F.C. ‏ وLeeds United Women F.C. ‏ وLondon Gryphons ‏ وNew England Mutiny ‏ وPeamount United F.C. ‏ وArizona Rush ‏ وChicago United Breeze ‏ وMYSC Lady Blues ‏.

## وصلات خارجية
- سيلفيا جي على موقع الاتحاد الدولي (مؤرشف)  (الإنجليزية)